# Момчилов, Петко
Петко Момчилов (болг. Петко Момчилов; 2 октября 1864, Горна-Оряховица — 18 января 1923, София) — болгарский архитектор.

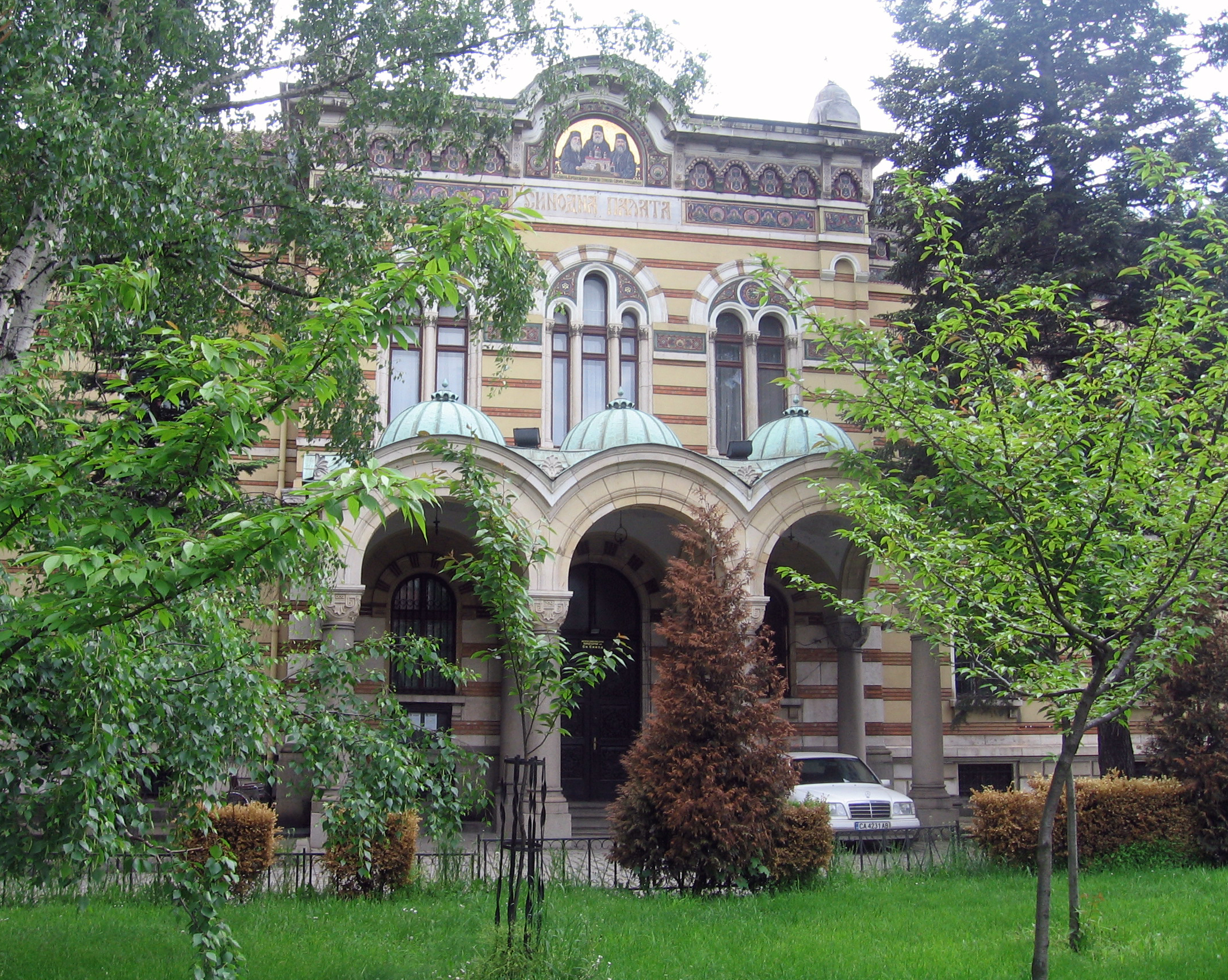
Синодальные палаты в Софии

Момчилов считается одним из крупнейших архитекторов Болгарии конца XIX — первой половины XX столетия.
Родился в семье болгарского просветителя Ивана Момчилова. В 1885 году закончил мужскую гимназию в Варне и до 1887 года работал преподавателем. Затем Момчилов завершает образование в университетах Мюнхена и Праги, в последнем в 1892 году получает диплом архитектора.
Среди наиболее значительных работ Момчилова следует назвать построенное в стиле неоренессанс здание женской гимназии в Варне (1892—98 годы, ныне Варненский археологический музей), перестройку церкви Святых Семичисленников в Софии (совместно с Й. Милановым), здание софийской Александровской больницы (1884; совместно с Й. Милановым), софийские Центральные минеральные бани, здание Болгарского народного банка, Синодальные палаты в Софии, гимназии в Пловдиве, Ловече и Велико-Тырново, здания митрополий в Варне и в Преславе. Совместно с группой российских и болгарских архитекторов над строительством храма-памятника Александра Невского в Софии (1904—1912 годы).
В 1892 году принимал участие в конкурсе на проектирование мостов в Будапеште и Санкт-Петербурге (Троицкий мост), заняв 2-е место. На международном конкурсе по проекту железнодорожного вокзала с гостиницей в Бухаресте работа Момчилова получила 1-й приз.
С 1898 года Петко Момчилов — почётный гражданин города Горна-Оряховица.